# Meganura insignis
Meganura insignis är en stekelart som först beskrevs av Smith 1858.  Meganura insignis ingår i släktet Meganura och familjen bracksteklar. Inga underarter finns listade i Catalogue of Life.